# Партизанська снігуронька
«Партизанська снігуронька» — анімаційний фільм 1981 року Творчого об'єднання художньої мультиплікації студії «Київнаукфільм», режисер — Ірина Гурвич.

## Сюжет
Фільм присвячується дітям Німецько-радянської війни. У засніженому білоруському селі, за 15 км від Гродно, у невеликій хаті зимують лише дід та онука. Її батько з матір'ю на фронті, а бабуся померла. У селі німці. Дід відпускає онучку в ліс з донесенням для партизанів. Дівчинка вирушає у небезпечну путь...

У фільмі звучить музична тема білоруської народної пісні «Перепілочка».

## Над мультфільмом працювали
- Автори сценарію: В. Трояновська, Ірина Гурвич
- Режисер: Ірина Гурвич
- Художник-постановник: І. Дівішек
- Композитор: Антон Муха
- Оператор: Анатолій Гаврилов
- Звукооператор: Ізраїль Мойжес
- Художники-мультиплікатори: І. Бородавко, Е. Перетятько, Михайло Титов, Ніна Чурилова
- Редактор: Світлана Куценко
- Директор картини: Іван Мазепа